# Контих
Контих (на нидерландски: Kontich) е селище в Северна Белгия, провинция Антверпен. Намира се на 10 km южно от град Антверпен. Населението му е около 20 200 души (2006).